# Brachiace

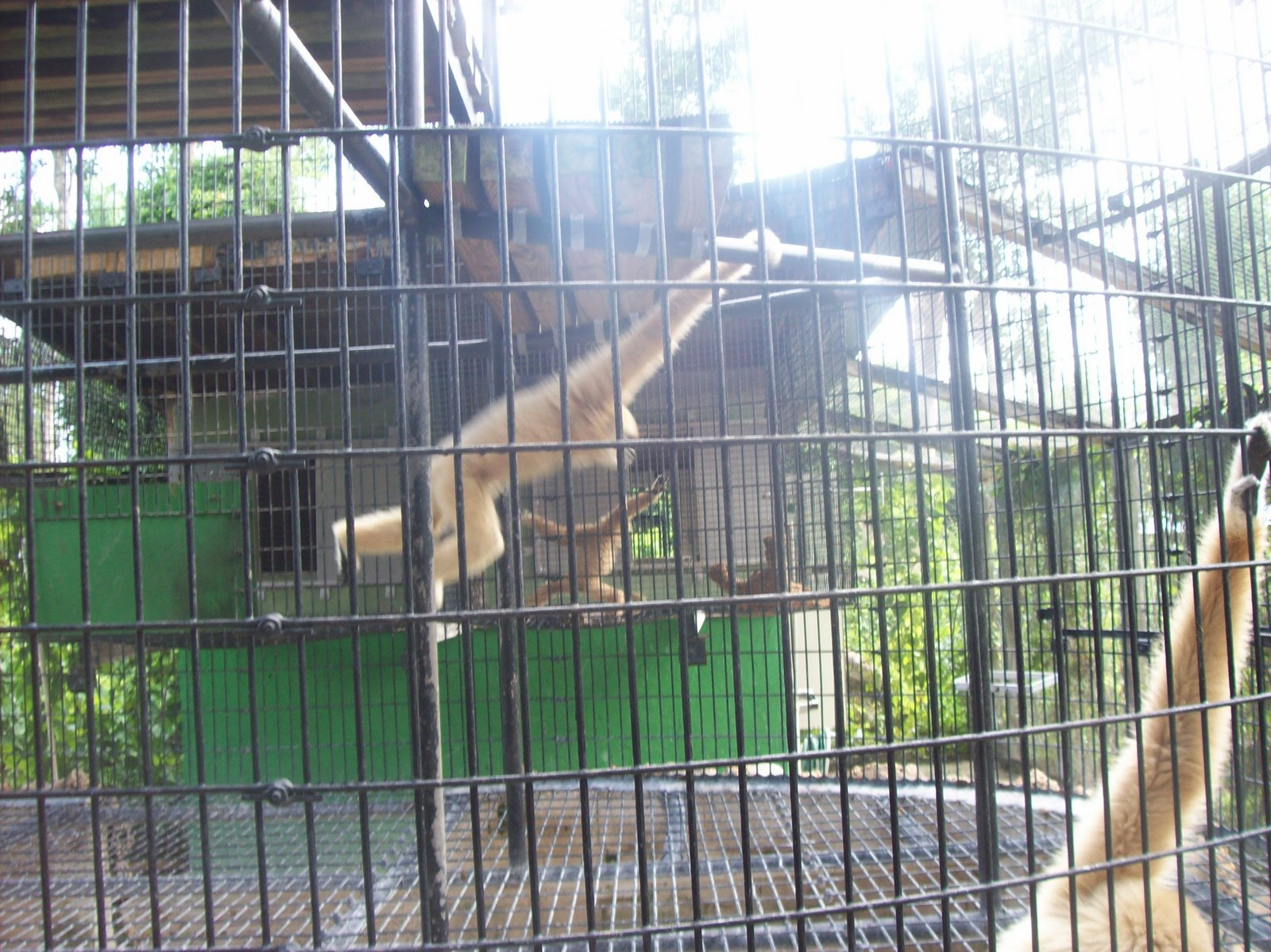
Brachiace gibona

Brachiace je pohyb v závěsu předních končetin pod větví. Tělo se pohybuje pod větví a švihem se přenáší na značnou vzdálenost. Zadní končetiny se do pohybu nezapojují nebo zapojují jen málo. Je to pohyb charakteristický pouze pro některé příslušníky nadčeledi hominoidi (Hominoidea). Brachiaci poprvé popsal anglický anatom a paleontolog Richard Owen.

## Podmiňující adaptace
K podávání takových výkonů museli hominoidi projít určitým morfologickým vývojem.
- zvětšení flexibility všech kloubů předloktí a paží,
- prodloužení předních končetin včetně 2. až 5. prstů,
- zkrácení zadních končetin a bederní části páteře,
- dorzoventrálním (předozadním) zploštěním hrudníku,
- přesunutím lopatek na hřbetní stranu,
- prodloužením klíčních kostí.

## Rozdělení brachiace

### Pravá
Pravý brachiální pohyb se vyskytuje pouze u gibonů, kteří využívají švihu předních končetin ke skákání na principu uvolněného kyvadla. Délku skoku určují pokrčením nebo natažením zadních končetin. Překážející palec na předních končetinách mají redukovaný a nepotřebný ocas nemají vůbec. Giboni však neztratili schopnost uchopit za skoku plod a utrhnout ho.

### Zpomalená
Je to opatrné šplhání (ručkování) charakteristické pro lidoopy, hlavně pro orangutany. Mění se s věkem, pohyb lehkých mláďat se blíží k pravé brachiaci, těžcí samci opatrně ručkují a nemohou vyvinout velkou rychlost už proto, že musí vybírat jen silné větve, které udrží jejich hmotnost.

### Semibrachiace
Tento pohyb je naopak charakteristický pro nehominoidy, tj. pro ploskonosé nebo úzkonosé opice. Nastává tehdy, když jsou větve příliš tenké aby se po nich dalo chodit. Tehdy dochází k zavěšování za přední končetiny, ale opice si pomáhají i zadními končetinami nebo ocasem.
- ploskonosé opice (vřešťani, chápani) si pomáhají ocasem,
- úzkonosé opice (guerézy, hulmani, languři) si pomáhají zadními končetinami.

Opice pohybující se semibrachiálně jsou typickými stromovými obyvateli a na zem nesestupují, nebo jen vzácně.